# Łukasz Jedlewski

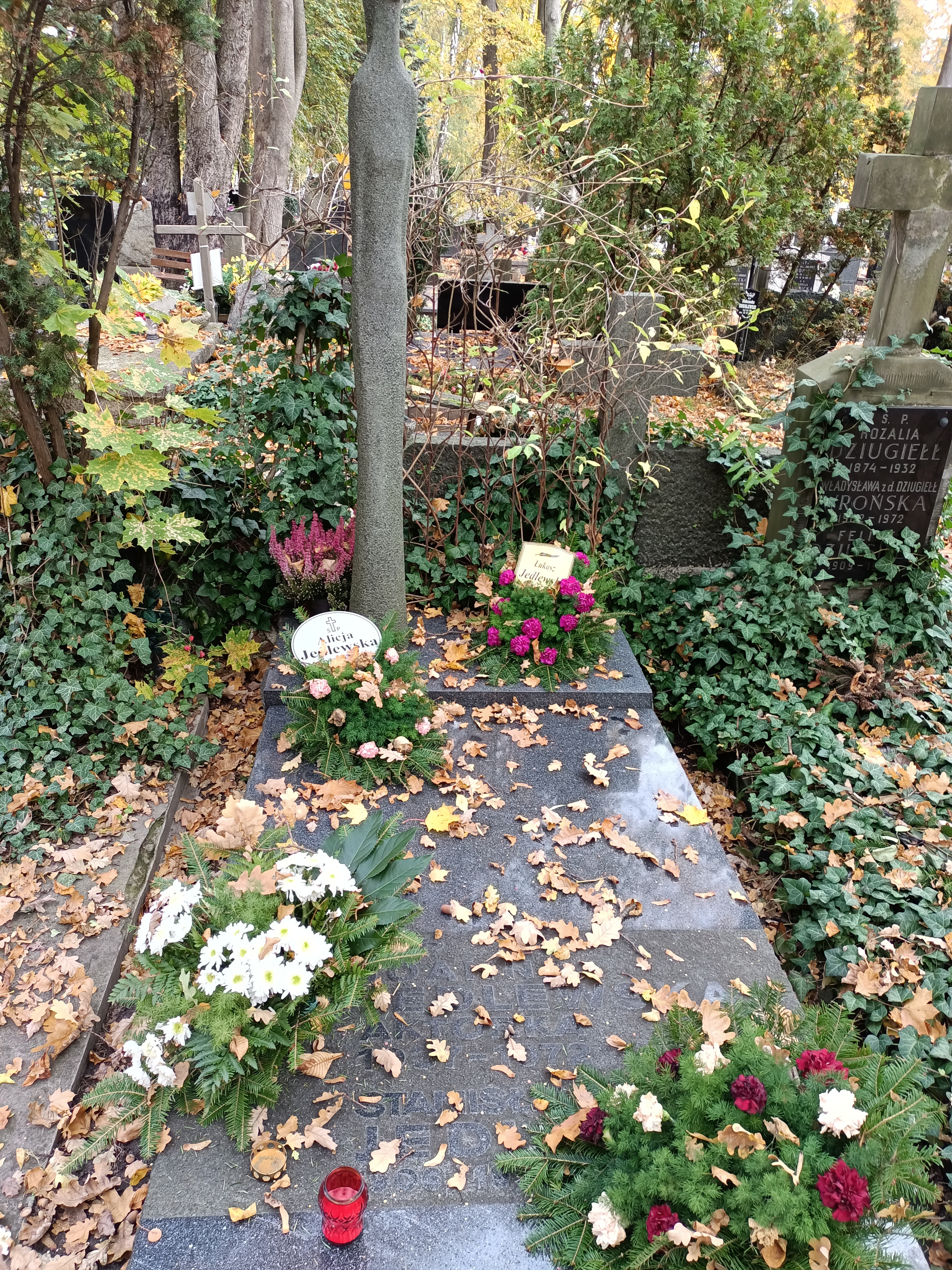
Grób Łukasza Jedlewskiego na Cmentarzu Wojskowym na Powązkach

Łukasz Jedlewski (ur. 27 listopada 1934 w Warszawie, zm. 17 września 2022 tamże) – polski dziennikarz sportowy, m.in. redaktor naczelny dziennika „Przegląd Sportowy”.

## Życiorys
Jego ojcem był Stanisław Jedlewski.
W 1955 ukończył studia na Wydziale Dziennikarskim Uniwersytetu Warszawskiego. W latach 1955–1971 był dziennikarzem „Sportowca” (m.in. sekretarzem redakcji). Od 1971 do 1976 był doradcą wiceprezesa Rady Ministrów ds. sportu i prasy. Od 1964 należał do PZPR. W czerwcu 1976 został redaktorem naczelnym „Przeglądu Sportowego” i pełnił tę funkcję do października 1990. Następnie pozostał członkiem redakcji pisma do przejścia na emeryturę w 2002. Współpracował z gazetą do końca życia.
Specjalizował się w koszykówce, był także członkiem zarządu Polskiego Związku Koszykówki. Uczestniczył jako dziennikarz w kilkudziesięciu koszykarskich turniejach olimpijskich, mistrzostw świata i Europy. Został pochowany 26 września 2022 na cmentarzu Wojskowym na Powązkach.
Był ojcem Magdaleny Jedlewskiej, jego siostrą była Joanna Jedlewska.
Odznaczony m.in.: Krzyżem Kawalerskim Orderu Odrodzenia Polski, Złotym Krzyżem Zasługi, Medalem 30-lecia Polski Ludowej, odznaką Zasłużony Działacz Kultury, odznaką Zasłużony Działacz Kultury Fizycznej i Odznaczeniem im. Janka Krasickiego.